# Privolžskij rajon (Oblast' di Ivanovo)
Il Privolžskij rajon (in russo Приволжский район?) è un rajon dell'Oblast' di Ivanovo, nella Russia europea; il capoluogo è Privolžsk, fra gli altri centri abitati si ricorda Plës. Istituito nel 1983, il rajon ricopre una superficie di 600 chilometri quadrati ed ospita una popolazione di circa 29.000 abitanti.